# Richmond Spiders

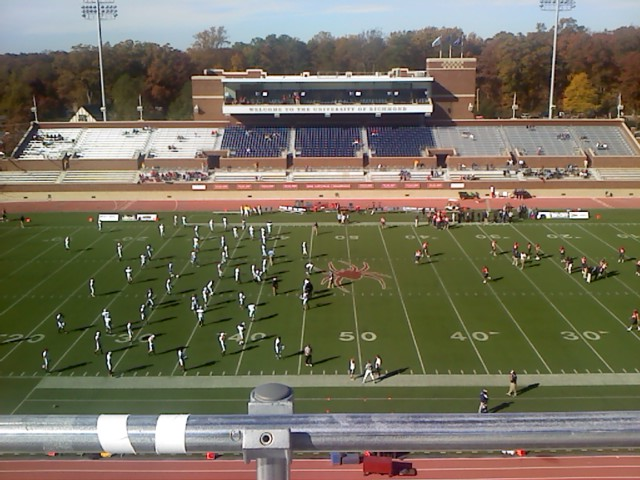
Robins Stadium.

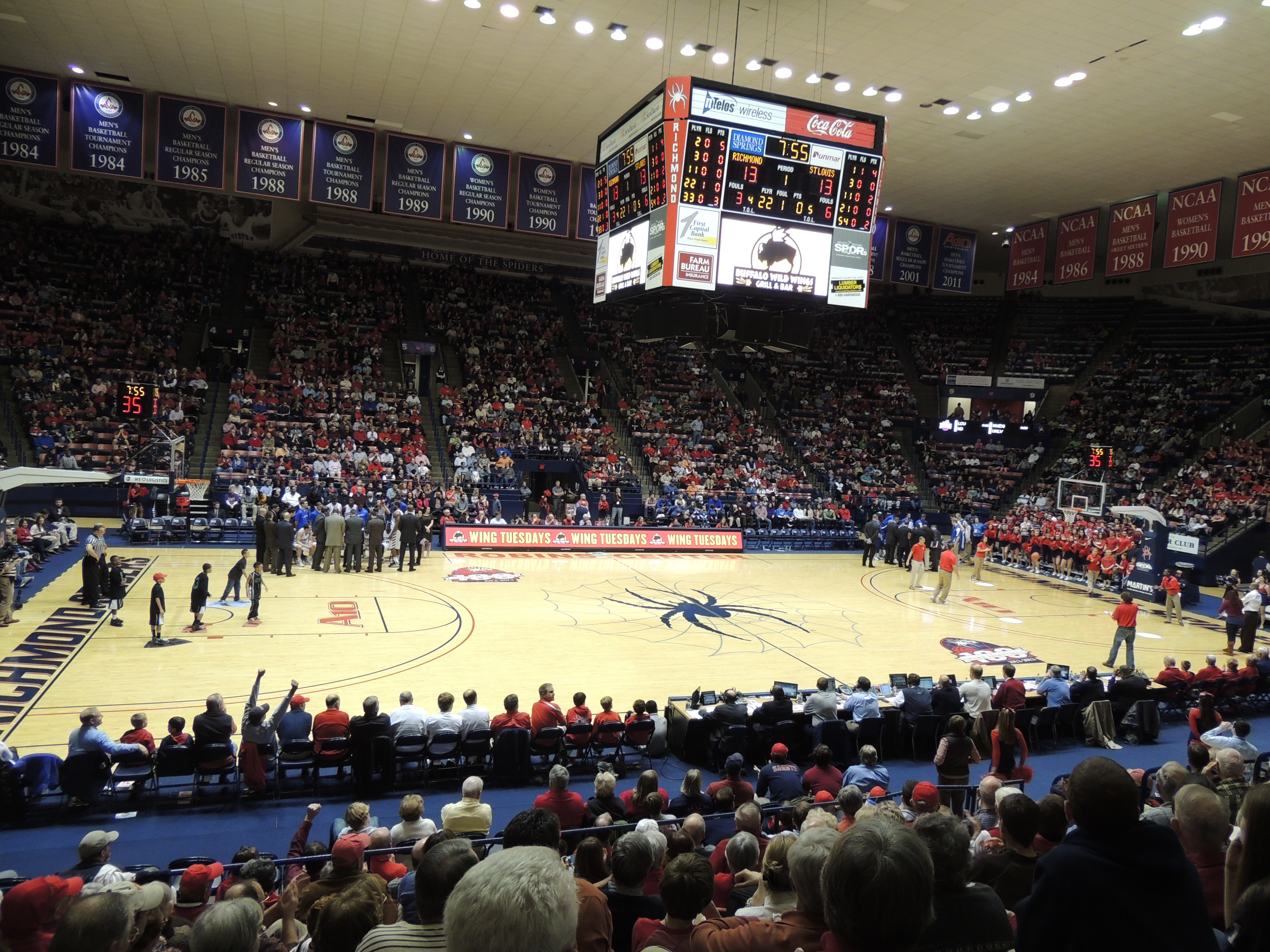
Robins Center.

Richmond Spiders (español: Arañas de Richmond) es el equipo deportivo de la Universidad de Richmond, situada en Richmond (Virginia). Los equipos de los Spiders participan en las competiciones universitarias organizadas por la NCAA, y forma parte de la Atlantic 10 Conference.

## Apodo
A los deportistas de Richmond se les denomina Spiders desde el año 1894, cuando un periodista deportivo local describió a uno de los jugadores del equipo de béisbol diciendo que tiene largos brazos y un salvaje lanzamiento como una araña. Es la única universidad de Estados Unidos que tiene a este animal como mascota.

## Programa deportivo
Los Spiders participan en las siguientes modalidades deportivas:
| - Masculino - Baloncesto - Béisbol - Cross - Fútbol americano - Golf - Lacrosse - Tenis | - Femenino - Lacrosse - Baloncesto - Cross - Atletismo - Atletismo en pista cubierta - Fútbol - Tenis - Golf - Hockey sobre hierba - Natación |

### Baloncesto
El equipo de baloncesto de Richmond ha conseguido en 5 ocasiones el título de conferencia, todos ellos cuando jugaban en la Colonial Athletic Association. En 7 ocasiones han llegado a la fase final de la NCAA, ganándose el apelativo de matagigantes, tras derrotar a la Universidad de Auburn en 1984, liderada entonces por Charles Barkley. Su mejor clasificación la obtuvo en 1988, cuando llegó a octavos de final. La última aparición en esta fase final fue en 2004.
Tan solo 2 jugadores de Richmond han llegado a la NBA en toda su historia, y solo uno de ellos tuvo una actuación relevante: Johnny Newman